# Alfred Domagalski
Alfred Antoni Domagalski (ur. 1 stycznia 1945 w Kielcach) – polski polityk, działacz spółdzielczy, poseł na Sejm II kadencji, w latach 1997–2000 przewodniczący Rady Naczelnej Polskiego Stronnictwa Ludowego.

## Życiorys
Ukończył w 1974 studia na Wydziale Ekonomiki Produkcji Szkoły Głównej Planowania i Statystyki w Warszawie. Związany ze spółdzielczością, pełni funkcję prezesa zarządu Krajowej Rady Spółdzielczej.
W 1967 wstąpił do Zjednoczonego Stronnictwa Ludowego, potem został działaczem Polskiego Stronnictwa Ludowego, z którego listy sprawował mandat posła na Sejm w latach 1993–1997 z okręgu kieleckiego. W 1997 bezskutecznie ubiegał się o reelekcję, w tymże roku zastąpił Józefa Zycha na stanowisku przewodniczącego Rady Naczelnej PSL. W 2000 został zastąpiony na tej funkcji przez Franciszka Stefaniuka. W 2001 kandydował bez powodzenia do Senatu. Od 1989 do 2006 był wojewódzkim prezesem PSL (zastąpił go na tej funkcji Adam Jarubas). W latach 2004–2016 pełnił funkcję wiceprzewodniczącego Rady Naczelnej partii. Był także przewodniczącym rady ARiMR.

## Odznaczenia
Odznaczony Krzyżem Oficerskim Orderu Odrodzenia Polski (1999), a w 2018 – Odznaką Honorową Województwa Świętokrzyskiego.